# Marie Amálie Neapolsko-Sicilská
Marie Amálie Tereza Neapolsko-Sicilská (26. dubna 1782 Caserta – 24. března 1866 Surrey) byla dcerou sicilského a neapolského krále Ferdinanda III./IV., který v roce 1816 obě království po více než pěti stoletích opět spojil, a manželkou posledního francouzského krále Ludvíka Filipa.

## Původ
Narodila se z prvního manželství neapolsko-sicilského krále Ferdinanda III./IV. (1751–1825) s arcivévodkyní Marií Karolínou (1752–1814). Vyrůstala v početné rodině a byla již dvanáctým dítětem tohoto královského páru. Mezi její nejznámější sourozence patří: císařovna Marie Tereza (1772–1807), toskánská velkovévodkyně Luisa Marie (1773–1802), král obojí Sicílie František I. (1777–1830), sardinská královna Marie Kristýna (1779–1849), asturijská kněžna Marie Antonie (1784–1806) či salernský vévoda Leopold (1790–1851).
Otec náležel jako syn španělského krále Karla III. k domu Bourbon-Anjou a jeho matkou byla dcera saského kurfiřta z rodu Wettinů Marie Amálie. Narodil se jako devátý potomek a třetí syn z tohoto manželství. Na neapolský a sicilský trůn usedl v roce 1759, kdy se jeho otec stal španělským králem. S arcivévodkyní Marií Karolínou jej oženili o devět let později.
Marie Karolína se narodila z manželství císaře Františka I. Štěpána s královnou Marií Terezií, pročež byla žádanou partií. Jejími sourozenci byli mj. císařové Josef II. a Leopold II., který se v roce 1765 sňatkem s Marií Ludovikou stal švagrem jejího budoucího manžela Ferdinanda, či francouzská královna Marie Antoinetta.

## Život
Dne 25. listopadu 1809 se v Palermu provdala za orleánského vévodu Ludvíka Filipa, který se po sesazení Karla X. v roce 1830 stal posledním francouzským králem. Po únorové revoluci v roce 1848 uprchli do exilu a žili Velké Británie pod jménem hrabě a hraběnka de Neuilly.

## Potomci

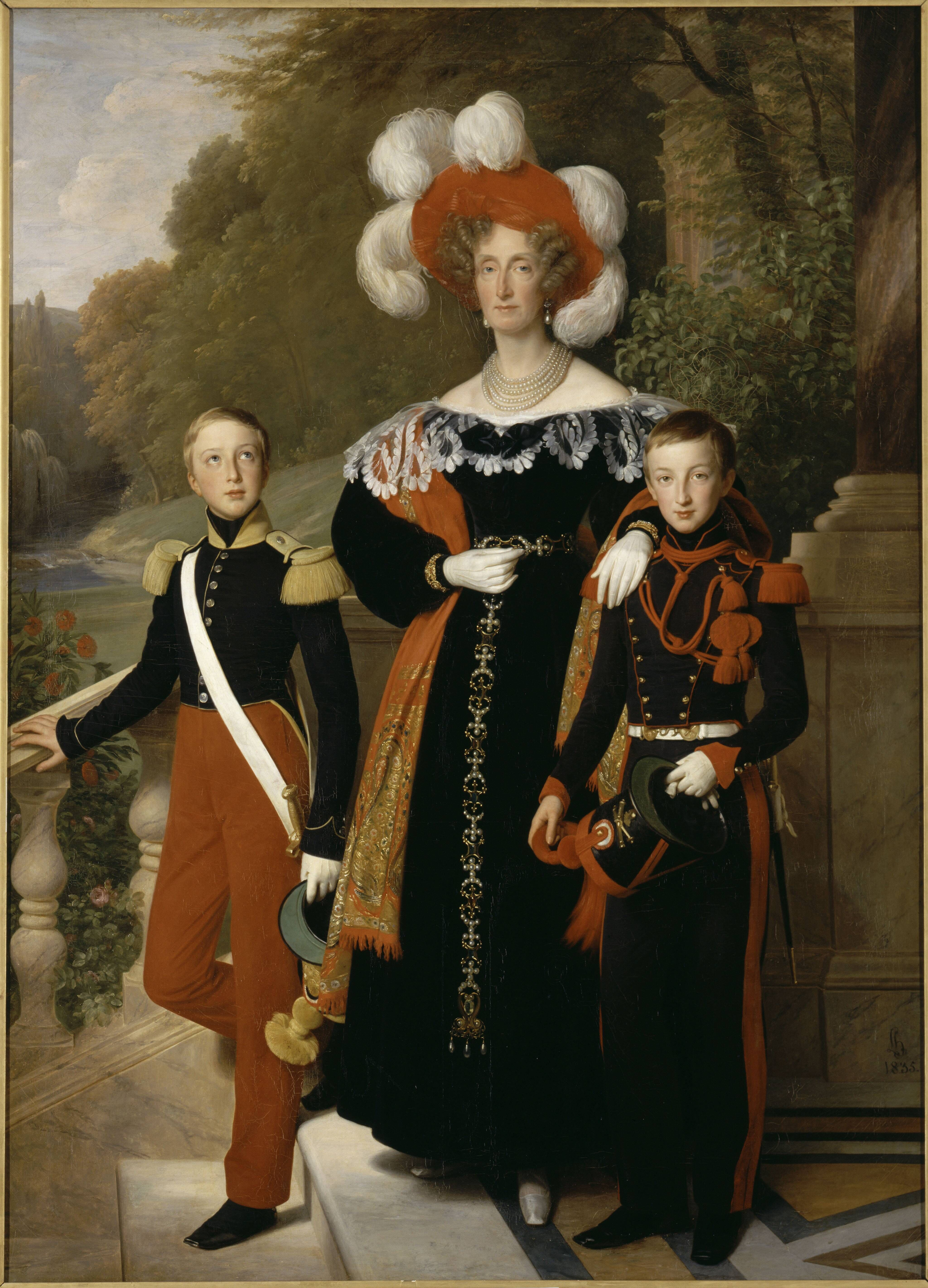
Marie Amálie se svými syny

- Ferdinand Filip (3. září 1810 – 13. července 1842), orleánský vévoda, ⚭ 1837 Helena Meklenbursko-Schwerinská (24. ledna 1814 – 17. května 1858)
- Luisa Marie (3. dubna 1812 – 11. října 1850), ⚭ 1832 Leopold I. (16. prosince 1790 – 10. prosince 1865), 1. belgický král
- Marie (12. dubna 1813 – 6. ledna 1839), ⚭ 1837 Alexandr Württemberský (20. prosince 1804 – 28. října 1881)
- Ludvík Karel (25. října 1814 – 26. června 1896), vévoda z Nemours, ⚭ 1840 Viktorie Sasko-Kobursko-Kohárská (14. února 1822 – 10. prosince 1857)
- Františka (26. března 1816 – 20. května 1818)
- Klementina (6. března 1817 – 16. února 1907), ⚭ 1843 August Sasko-Kobursko-Gothajský (28. března 1818 – 27. srpna 1881)
- František (14. srpna 1818 – 16. června 1900), kníže ze Joinvillu, ⚭ 1843 Františka Karolína Portugalská (2. srpna 1824 – 27. března 1898)
- Karel (1. ledna 1820 – 25. července 1828), vévoda z Penthièvre
- Jindřich (16. ledna 1822 – 7. května 1897), vévoda z Aumale, ⚭ 1844 Marie Karolína Salernská (26. dubna 1822 – 6. prosince 1869)
- Antonín (1824–1890), vévoda z Montpensier, ⚭ 1846 Luisa Fernanda Španělská (30. ledna 1832 – 2. února 1897)

## Vývod z předků
|                                 |                                             |  |                    |                                          |  |  |  |  |  |  |  | Ludvík Francouzský |
|                                 |                                             |  |                    |                                          |  |  |  |  |  |  |  |                    |
|                                 | Filip V. Španělský                          |  |                    |                                          |  |  |  |  |  |  |  |                    |
|                                 |                                             |  |                    |                                          |  |  |  |  |  |  |  |                    |
|                                 |                                             |  |                    | Marie Anna Bavorská                      |  |  |  |  |  |  |  |                    |
|                                 |                                             |  |                    |                                          |  |  |  |  |  |  |  |                    |
|                                 | Karel III. Španělský                        |  |                    |                                          |  |  |  |  |  |  |  |                    |
|                                 |                                             |  |                    |                                          |  |  |  |  |  |  |  |                    |
|                                 |                                             |  |                    | Eduard Parmský                           |  |  |  |  |  |  |  |                    |
|                                 |                                             |  |                    |                                          |  |  |  |  |  |  |  |                    |
|                                 | Alžběta Parmská                             |  |                    |                                          |  |  |  |  |  |  |  |                    |
|                                 |                                             |  |                    |                                          |  |  |  |  |  |  |  |                    |
|                                 |                                             |  |                    | Dorotea Žofie Falcko-Neuburská           |  |  |  |  |  |  |  |                    |
|                                 |                                             |  |                    |                                          |  |  |  |  |  |  |  |                    |
|                                 | Ferdinand I. Neapolsko-Sicilský             |  |                    |                                          |  |  |  |  |  |  |  |                    |
|                                 |                                             |  |                    |                                          |  |  |  |  |  |  |  |                    |
|                                 |                                             |  |                    | August II. Silný                         |  |  |  |  |  |  |  |                    |
|                                 |                                             |  |                    |                                          |  |  |  |  |  |  |  |                    |
|                                 | August III. Polský                          |  |                    |                                          |  |  |  |  |  |  |  |                    |
|                                 |                                             |  |                    |                                          |  |  |  |  |  |  |  |                    |
|                                 |                                             |  |                    | Kristýna Eberhardýna Hohenzollernská     |  |  |  |  |  |  |  |                    |
|                                 |                                             |  |                    |                                          |  |  |  |  |  |  |  |                    |
|                                 | Marie Amálie Saská                          |  |                    |                                          |  |  |  |  |  |  |  |                    |
|                                 |                                             |  |                    |                                          |  |  |  |  |  |  |  |                    |
|                                 |                                             |  |                    | Josef I. Habsburský                      |  |  |  |  |  |  |  |                    |
|                                 |                                             |  |                    |                                          |  |  |  |  |  |  |  |                    |
|                                 | Marie Josefa Habsburská                     |  |                    |                                          |  |  |  |  |  |  |  |                    |
|                                 |                                             |  |                    |                                          |  |  |  |  |  |  |  |                    |
|                                 |                                             |  |                    | Amálie Vilemína Brunšvicko-Lüneburská    |  |  |  |  |  |  |  |                    |
|                                 |                                             |  |                    |                                          |  |  |  |  |  |  |  |                    |
| Marie Amálie Neapolsko-Sicilská |                                             |  |                    |                                          |  |  |  |  |  |  |  |                    |
|                                 |                                             |  |                    |                                          |  |  |  |  |  |  |  |                    |
|                                 |                                             |  | Karel V. Lotrinský |                                          |  |  |  |  |  |  |  |                    |
|                                 |                                             |  |                    |                                          |  |  |  |  |  |  |  |                    |
|                                 | Leopold Josef Lotrinský                     |  |                    |                                          |  |  |  |  |  |  |  |                    |
|                                 |                                             |  |                    |                                          |  |  |  |  |  |  |  |                    |
|                                 |                                             |  |                    | Eleonora Marie Josefa Habsburská         |  |  |  |  |  |  |  |                    |
|                                 |                                             |  |                    |                                          |  |  |  |  |  |  |  |                    |
|                                 | František I. Štěpán Lotrinský               |  |                    |                                          |  |  |  |  |  |  |  |                    |
|                                 |                                             |  |                    |                                          |  |  |  |  |  |  |  |                    |
|                                 |                                             |  |                    | Filip I. Orleánský                       |  |  |  |  |  |  |  |                    |
|                                 |                                             |  |                    |                                          |  |  |  |  |  |  |  |                    |
|                                 | Alžběta Charlotta Orleánská                 |  |                    |                                          |  |  |  |  |  |  |  |                    |
|                                 |                                             |  |                    |                                          |  |  |  |  |  |  |  |                    |
|                                 |                                             |  |                    | Alžběta Šarlota Falcká                   |  |  |  |  |  |  |  |                    |
|                                 |                                             |  |                    |                                          |  |  |  |  |  |  |  |                    |
|                                 | Marie Karolína Habsbursko-Lotrinská         |  |                    |                                          |  |  |  |  |  |  |  |                    |
|                                 |                                             |  |                    |                                          |  |  |  |  |  |  |  |                    |
|                                 |                                             |  |                    | Leopold I.                               |  |  |  |  |  |  |  |                    |
|                                 |                                             |  |                    |                                          |  |  |  |  |  |  |  |                    |
|                                 | Karel VI.                                   |  |                    |                                          |  |  |  |  |  |  |  |                    |
|                                 |                                             |  |                    |                                          |  |  |  |  |  |  |  |                    |
|                                 |                                             |  |                    | Eleonora Magdalena Falcko-Neuburská      |  |  |  |  |  |  |  |                    |
|                                 |                                             |  |                    |                                          |  |  |  |  |  |  |  |                    |
|                                 | Marie Terezie                               |  |                    |                                          |  |  |  |  |  |  |  |                    |
|                                 |                                             |  |                    |                                          |  |  |  |  |  |  |  |                    |
|                                 |                                             |  |                    | Ludvík Rudolf Brunšvicko-Wolfenbüttelský |  |  |  |  |  |  |  |                    |
|                                 |                                             |  |                    |                                          |  |  |  |  |  |  |  |                    |
|                                 | Alžběta Kristýna Brunšvicko-Wolfenbüttelská |  |                    |                                          |  |  |  |  |  |  |  |                    |
|                                 |                                             |  |                    |                                          |  |  |  |  |  |  |  |                    |
|                                 |                                             |  |                    | Kristýna Luisa Öttingenská               |  |  |  |  |  |  |  |                    |
|                                 |                                             |  |                    |                                          |  |  |  |  |  |  |  |                    |